# Priče o veteranskom uspjehu
Priče o veteranskom uspjehu je hrvatski televizijski dokumentarni serijal. Posvećen je braniteljima koji su unatoč PTSP-u pronašli novi smisao u životu.
Autorica, redateljica i scenaristica: Biljana Čakić, scenarist i autor te glavni protagonist: Srećko Karić. Snimatelji: Radoslav Pažameta, Filip Tot, Ivan Karabelj, Dragica Posavec, Bruno Gracin Montažerke: Monika Drahotuski, Karla Folnović, Ana Šerić Producenti: Darija Kulenović Gudan, Marina Andree Škop, Petar Milić Urednik: Darko Dovranić Produkcija HOMMAGE za HRT 2016.